# ヨルダン川
ヨルダン川（נָהָר יַרְדֵּן Nehar ha-Yarden 、アラビア語: نهر الأردن Nahr al-Urdunn）は、中東の国際河川。「下降する川」を意味する。

## 概要
ヘルモン山（標高2,814メートル）などの連なるアンチレバノン山脈やゴラン高原（シリア高原）などに端を発し、途中ガリラヤ湖となって北から南へと流れ、ヤルムーク川・ヤボク川・アルノン川などの支流をあわせて死海へと注ぐ延長425キロメートルの内陸河川である。主としてヨルダン（ヨルダン・ハシミテ王国）とイスラエル・パレスチナ自治区との国境になっている。また、乾燥地帯における貴重な水資源となっている。

## 旧約聖書におけるヨルダン川
旧約聖書では、ヨルダンは広大な平原（「キッカル・ハ・ヤルデン」）の豊饒の源であり、「主の園」（創世記13章10節）のように水が張られていると言われている。その他に聖書には、ヨルダン川に関する定型的な記述はない。
ヤコブはハランからの帰途、ヨルダン川と支流のヤボク川（現代のアル・ザルカ）を渡った（創世記32章11節、32章23-24節）。また、東に定住した「2部族と半部族」（民数記34章15節）と、ヨシュアに率いられて西に定住した「9部族とマナセの半部族」（ヨシュア記13章7節、以下同様）の境界線としても記されている。
エリコの対岸は「エリコのヨルダン」と呼ばれた（民数記34章15節; 35章1節）。ヨルダン川にはいくつもの浅瀬があり、その一つはエフタによって多くのエフライム人が殺された場所として有名である（士師記12章5-6節）。ギデオンがミデヤン人を待ち伏せた（士師記7章24節）ベト・バラ付近の浅瀬と同じだと思われる。ヨルダン川の平野、サコトとザルタンの間には、ソロモンが真鍮を鋳造した粘土地がある（列王記上7章46節）。列王記下6章1-4節では、ヨルダン川流域は森林地帯として描かれている。聖書注解者アルバート・バーンズは、「パレスチナのほとんどの地域で樹木は稀であったが、ヨルダン渓谷では豊富であった」と示唆した。
聖書の歴史において、ヨルダンはいくつかの奇跡の舞台として登場し、最初の奇跡は、エリコ近くのヨルダン川をヨシュア率いるイスラエルの民が渡ったときに起こった（ヨシュア記3章15-17節）。その後、ヨルダン川の東に定住した2部族と半部族は、他の部族との間の「証人」として、ヨルダン川のほとりに大きな祭壇を築いた（ヨシュア記22章10節、22章26節他）。エリヤの外套に打たれたヨルダン川は二つに割れ、エリヤとエリシャはこの乾いた土地を渡った（列王記下2章8節、2章14節）。預言者であり不思議な働きをするエリシャは、ヨルダン川で二つの奇跡を行った。ナアマンにその水を浴びせ、ハンセン病を癒し（列王記下5章14節）、「預言者の子ら」の一人がなくした斧の頭を、木片を水に投げ入れて浮かばせた（列王記下6章6節）。
ヨム・ハアリヤ（アリヤの日、ヘブライ語：יום העליה）は、旧約聖書『ヨシュア記』に記されているように、イスラエルの民が契約の箱を携えてヨルダン川を渡り、イスラエルの地に入ったことを記念して、毎年ヘブライのニサン月10日に祝われるイスラエルの祝日である。

## 新約聖書におけるヨルダン川
新約聖書によれば、洗礼者ヨハネがイエス・キリストに洗礼を授けたのがヨルダン川のベタニアであった。
洗礼者ヨハネはヨルダン川周辺のすべての地域で、天の御国が近づいたこと（歴代誌上17章11節、イザヤ書9章7節に示される永遠に続く神の王国、メシアの到来の預言）、また、罪の悔い改めによる神の救いを宣べ伝えた。この罪の告白の際、清めの洗礼を行っていた場所がヨルダン川である。
イエス・キリストは洗礼者ヨハネが「ヨルダン川の向こうのベタニア」（ベタバラとも）で洗礼を授けていた際に現れ、洗礼を受けた翌日ガリラヤへおもむいた。
ヨルダン川を名指ししたメシアに関するイザヤの預言（イザヤ書9章1-2節）は、マタイの福音書4章15節にも記されている。
新約聖書には、イエス・キリストが宣教中にヨルダン川を渡ったこと（マタイの福音書19章1節、マルコの福音書10章1節）や、信徒たちがヨルダンを渡ってイエスの説教を聞き、病を癒されたこと（マタイの福音書4章25節、マルコの福音書3章7-8節）が何度も記されている。敵がイエスを捕らえようとしたとき、イエスはヨハネが最初に洗礼を授けた場所の川に避難した（ヨハネの福音書10章39-40節）。
学者たちは、東側のアル＝マグタスと呼ばれる場所が、長い間イエスの洗礼の場所、巡礼の場所であると結論づけた。そのため、アル＝マグタスはユネスコの世界遺産に選ばれ、2015年に登録されている。

## パレスチナ問題
ヨルダン川西岸地区にはユダヤ人入植地があり、イスラエル軍の行政権・警察権がおよぶ地区、パレスチナ自治政府の支配がおよぶ地区が錯綜し、パレスチナ問題として取り上げられることが多い。中東問題で単に「東岸」・「西岸」と称する場合、この川の東岸・西岸を指していうことが多い。

## ジョーダン川
英国、北米、豪州の各地にあるジョーダン川（英語: Jordan River, River Jordan）は、この川にちなんで名づけられたものである。

## 支流
下流より記載
- アルノン川
- ザルカ川（ヤボク川）
- ヤルムーク川